# Sisseton
La ville de Sisseton est le siège du comté de Roberts, situé dans le Dakota du Sud, aux États-Unis. Sa population était de 2 470 habitants au recensement de 2010.
La municipalité s'étend sur 1,59 milles carrés (4,12 km2). Elle doit son nom aux Amérindiens Sissetons.
Elle est située dans la réserve indienne de Lake Traverse.
On y trouve le Louis Nigg Barn, un bâtiment tinscrit au Registre national des lieux historiques.

## Démographie
| Groupe            | Sisseton | Dakota du Sud | États-Unis |
| ----------------- | -------- | ------------- | ---------- |
| Amérindiens       | 47,8     | 8,8           | 0,9        |
| Blancs            | 47,1     | 85,9          | 72,4       |
| Métis             | 4,5      | 2,1           | 2,9        |
| Asiatiques        | 0,4      | 0,9           | 4,8        |
| Autres            | 0,2      | 2,3           | 18         |
| Total             | 100      | 100           | 100        |
|                   |          |               |            |
| Latino-Américains | 1,6      | 2,7           | 16,7       |

Selon l'American Community Survey, pour la période 2011-2015, 93,71 % de la population âgée de plus de 5 ans déclare parler l'anglais à la maison, 5,24 % le dakota et 1,06 % une autre langue.
| 1900 | 1910  | 1920  | 1930  | 1940  | 1950  |
| ---- | ----- | ----- | ----- | ----- | ----- |
| 928  | 1 397 | 1 431 | 1 569 | 2 513 | 2 871 |

| 1960  | 1970  | 1980  | 1990  | 2000  | 2010  |
| ----- | ----- | ----- | ----- | ----- | ----- |
| 3 218 | 3 094 | 2 789 | 2 181 | 2 572 | 2 470 |